# Langádia
Langádia (em grego:  Λαγκάδια) é um vilarejo e unidade municipal na Arcádia, desde 2011 parte da municipalidade da Gortynia. Tem área de 79,745 km2. Sua população rural é de 355 pessoas, enquanto a da unidade municipal é de 636, conforme dados de 2011.